# 목포덕인중학교
목포덕인중학교(木浦德仁中學校)는 대한민국 전라남도 목포시 죽교동에 있는 사립 중학교이다.

## 학교 연혁
- 1947년 7월 20일 : 목포덕인공민고등학교 설립 인가
- 1948년 10월 10일 : 학교법인 덕인학원 설립
- 1954년 6월 28일 : 목포덕인중학교로 교명 변경
- 2019년 5월 14일 : 학습자 중심 공간혁신학교 지정
- 2020년 3월 1일 : 민주시민학교 지정
- 2020년 9월 8일 : 전라남도 자율학교(교과교실제) 지정
- 2023년 3월 1일 : 2023 AI(인공지능)교육 선도학교 지정
- 2024년 3월 1일 : 전남형 미래선도학교 선정
- 2025년 1월 8일 : 제75회 졸업(147명) 총 졸업생 수(18,151명)
- 2025년 3월 1일 : 제26대 황도웅 교장 취임

## 참고 자료
- 목포덕인중학교 - 한국교육학술정보원 학교알리미